# 布里夫拉盖亚尔德站
布里夫拉盖亚尔德站，简称布里夫站，是法国的一个铁路车站，位于法国西南部城市布里夫拉盖亚尔德。

## 位置
布里夫站位于布里夫拉盖亚尔德市区南部，车站大致呈东西走向，开口朝北，通过一个人行天桥与南侧相连。2013年，布里夫站的站前广场进行了大规模的翻新改造，原有的老式花坛被拆除，现为社会车辆停车场和一个小型的公交站。
布里夫站是法国西南部重要的铁路交通枢纽之一，奥尔良－蒙托邦铁路499.959公里处，该铁路是法国南北铁路干线POLT（巴黎-奥尔良-利摩日-图卢兹）的一部分。此外多个不同方向的铁路也在布里夫交汇。

## 停靠线路
以下列车线路在布里夫拉盖亚尔德站停靠：
| 布里夫拉盖亚尔德站列车线路表 |                     |                 |                                |              |
| 线路                         | 车种                | 上一站          | 下一站                         | 大致运行频率 |
| 巴黎—图卢兹                  | INTERCITÉS          | 利摩日/于泽士   | 苏亚克/卡奥尔                  | 每天3趟左右  |
| 巴黎—卡奥尔                  | INTERCITÉS          | 利摩日/于泽士   | 苏亚克                         | 每天2趟      |
| 巴黎—布里夫                  | INTERCITÉS          | 利摩日/于泽士   | （终点）                       | 每天2~3趟    |
| 波尔多—于塞勒                | INTERCITÉS          | 佩里格/特拉松   | 蒂勒                           | 每周2趟左右  |
| 巴黎—图卢兹                  | INTERCITÉS 100% éco | 利摩日          | 卡奥尔                         | 每周3趟左右  |
| 利摩日—布里夫                | TER                 | 于泽士/阿拉萨克 | （终点）                       | 每天2~7趟    |
| 利摩日—布里夫                | TER                 | 瓦雷茨          | （终点）                       | 每天2趟左右  |
| 蓬帕杜/欧布加—布里夫         | TER                 | 瓦雷茨          | （终点）                       | 每天2趟左右  |
| 布里夫—蒂勒                  | TER                 | （终点）        | 欧巴津-圣伊莱尔                | 每天9趟左右  |
| 布里夫—于塞勒                | TER                 | （终点）        | 欧巴津-圣伊莱尔                | 每天5趟左右  |
| 布里夫—欧里亚克              | TER                 | （起点）        | 蒂雷讷/四路/马尔泰勒附近圣但尼 | 每天4趟左右  |
| 布里夫—罗德兹                | TER                 | （起点）        | 蒂雷讷/四路/圣但尼佩马泰勒     | 每天5~6趟    |
| 布里夫—图卢兹                | TER                 | （起点）        | 吉尼亚克/苏亚克                | 每天2~5趟    |
| 波尔多—布里夫                | TER                 | 特拉松          | （终点）                       | 每天1趟左右  |
| 佩里格—布里夫                | TER                 | 特拉松/拉尔什   | （终点）                       | 每天5~6趟    |
| 1. 2.                        |                     |                 |                                |              |

此外，巴黎—图卢兹和巴黎—罗德兹两趟夜班城际列车（Intercités de nuit）在布里夫拉盖亚尔德站进行解挂或重联作业，但不办理上下客业务。

## 配套交通

### 长途城际客运
| 停靠布里夫拉盖亚尔德站的大巴车 |                                   | |
| 上下车地点                     | 运营单位                          | 主要线路及目的地 |
| 车站门口                       | Car TER                           | 5 奥布雅 · 阿尔纳克蓬帕杜 · 吕贝尔萨克 · 圣提里耶拉佩尔什 11 科尔尼勒 · 蒂勒 · 埃格勒通 · 梅马克 · 于塞勒 （当某条铁路线施工或罢工时，SNCF可能也会提供途径该线路沿途站点的大巴车） |
| 布里夫 市区西部                | 科雷兹省城际客运                  | （周边主要市镇） |
| 布里夫 市区西部                | Flixbus Isilines Ouibus EUROLINES | 巴黎、里昂、奥尔良、图卢兹 （可联程中转前往法国及欧洲各地） |
| 1. 2. 3. 4. 5.                 |                                   | |

### 城市公共交通
| 布里夫拉盖亚尔德站附近的市内公共交通线路 |               | |
| 公交车站名称                             | 位置          | 停靠线路 |
| 火车站                                   | 车站门口      | 3 布里夫-火车站 （Gare SNCF）↔ 布里夫-高贝丽（Beylies Hautes） 7 布里夫-火车站 （Gare SNCF）↔ 于萨克-体育场（Ussac Stade） N 布里夫-火车站 （Gare SNCF）（环线） |
| 饶勒斯-火车站                            | 车站前方200米 | 5 布里夫-国庆广场 （Place du 14 Juillet）↔ 布里夫-拉罗什换乘中心（Pôle d'échange Brive Laroche）                                                            |
| 1.                                       |               | |

## 临近车站
| 布里夫拉盖亚尔德站（Gare de Brive-la-Gaillarde） |                                         |                              |
| 上行车站                                         | 线路                                    | 下行车站                     |
| 阿拉萨克站 16.5km ←                              | 奥尔良－蒙托邦铁路                      | 吉尼亚克-克雷桑萨克站 → 20km |
| 拉尔士站 9.5km ←                                 | 里昂－波尔多铁路南线 （库特拉－蒂勒段） | 欧巴津-圣伊莱尔站 → 10.4km   |
| 瓦雷茨站 9.1km ←                                 | 内克松－布里夫铁路                      | （终点）                     |
| （起点）                                         | 布里夫－图卢兹铁路                      | 蒂雷讷站 → 13.4km            |
| - 本表仅显示运营中的线路及车站                   |                                         |                              |